# 钟楼区
钟楼区是中国江苏省常州市所辖的一个市辖区。位處常州市区西部,四周與天宁区、武进区、新北区接壤相連。區人民政府駐星港路88号。区域总面积为132.93平方公里。

## 行政区划
钟楼区下辖7个街道办事处、1个镇：
五星街道、永红街道、北港街道、西林街道、南大街街道、荷花池街道、新闸街道和邹区镇。

## 人口
截至2020年11月1日零時，第七次全国人口普查鐘樓區常住人口為658537人，佔常州市的12.48%，與2010年全區第六次全國人口普查的603292人相比，十年共增加55245人，增長9.16%，年平均增長率為0.88%。共有家庭户240409户，集體户18717户，家庭户人口為598534人，集體户人口為60003人。平均每個家庭户的人口為2.49人，比全市平均水平少0.02人。

## 交通

### 铁路
- 新长铁路

### 地铁
常州地铁2号线

### 干线道路
- 312国道
- 江宜高速
- 340省道

### 运河
京杭大运河

### 快速公交系统（BRT）
2008年1月1日常州开通了快速公交系统（BRT）。

## 名勝古跡
荆川公园、青枫公园、瞿秋白纪念馆

## 特產
常州梳篦、乱针绣